# Слизень, Стефан Ян
Стефан Ян Слизень (Stefan Jan Ślizień; первая половина XVII века — 1709) — польско-литовский шляхтич и поэт, подстароста Ошмянский (1681—1683), староста Кревский, писарь земский Ошмянский с 1683 года, великий референдарий литовский с 15 июня 1705 года по 1707, председатель Главного Трибунала Великого княжества Литовского в 1705 году.
Сын Александра Казимира Слизня. Под знаменами короля Яна Собесского принимал участие в битвах под Немировом, Комарном, Калишем, Хотином; с Сенявским — в Валахии. Позднее все события описал в рифмованом дневнике. В 1705 году принимал участие в Сандомирской конфедерации от Виленского воеводства.

## Произведения
- Haracz krwią turecką Turkom wypłacony. - Wilno. - 1674.

фрагменты:
- Wójcicki K. W. Stare gawędy i obrazy. Т. 1. - Warszawa. - 1840. - s. 196-200.
- Górski K. M.  Król Jan III w poezji polskiej XVII w. // Pisma literackie. - Kraków. - 1913.